# Distretto di Chillia
Il distretto di Chillia  è uno dei tredici distretti della provincia di Pataz, in Perù. Si trova nella regione di La Libertad e si estende su una superficie di  300,04 chilometri quadrati.